# Franz Sales Kandler
Franz Sales Kandler, född 1792 i Klosterneuburg, Österrike, död 1831 i Wien, var en österrikisk musikforskare.

## Biografi
Franz Sales Kandler föddes 1792 i Klosterneuburg, Österrike och arbetade som tjänsteman vid krigskommissariatet i Wien. Han var en kunnig person i vetenskap och musik. Under sitt besök i Italien, forskade han i arkiven om den Italienska musiken. Han gav ut Johann Adolph Hasses levnadsbeskrivning år 1820 i Venedig och Ueber das Leben und die Werke Palestrinas etc.. Kandler avled 1831 av kolera.